# Freccia del Brabante 1961
La Freccia del Brabante 1961, prima edizione della corsa, si svolse il 6 aprile su un percorso con partenza ed arrivo a Bruxelles. Fu vinta dal belga Pino Cerami della squadra Peugeot-BP-Dunlop davanti ai connazionali Michel Van Aerde e Willy Schroeders.

## Ordine d'arrivo (Top 10)
| Pos. | Corridore            | Squadra               | Tempo    |
| ---- | -------------------- | --------------------- | -------- |
| 1    | Pino Cerami          | Peugeot-BP-Dunlop     | 4h44'05" |
| 2    | Michel Van Aerde     | Carpano               | a 55"    |
| 3    | Willy Schroeders     | Faema                 | s.t.     |
| 4    | Dieter Puschel       | Torpedo               | s.t.     |
| 5    | Frans Aerenhouts     | Mercier-BP-Hutchinson | s.t.     |
| 6    | Willy Vanden Berghen | Mercier-BP-Hutchinson | a 1'50"  |
| 7    | Roger Baens          | Faema                 | a 4'25"  |
| 8    | René Vanderveken     | Solo-Van Steenbergen  | s.t.     |
| 9    | Robert Vanthournout  | Wiel's-Flandria       | s.t.     |
| 10   | Raymond Impanis      | Faema                 | a 8'00"  |